# محمدابراهیم وارث
محمدابراهیم وارث از بزازان تهرانی بود، که در دوره نخست بعنوان نماینده تهران در مجلس شورای ملی حضور داشت.